# Fairly OddBaby
Fairly OddBaby (no Brasil, Um Bebê Muito Louco, e em Portugal Um Bebé do Outro Mundo) é um filme para televisão dos personagens de desenho animado Padrinhos Mágicos lançado em 18 de Fevereiro de 2008. Na semana de estréia nos EUA foi o programa de maior audiência da tv por assinatura. Foi lançado no dia 4 de Julho de 2008 no Brasil.

## Sinopse
Parte 1
Na trama Cosmo e Wanda desejam ter bebês, mas uma lei de Jorgen Von Estranho proibiu que fadas tivessem bebê após Cosmo, que causou terror no mundo das fadas havia 10 000 anos. Desde então nenhuma fada pode dar à luz um bebê. Assim sendo Timmy Turner deseja que Cosmo e Wanda tenham um bebê. Mas, quem fica grávido é o Cosmo, pois ao contrário dos humanos, os machos que ficam grávidos e por apenas 3 meses.
Como decorrência da gravidez Cosmo passa a mudar de humor com frequência, caracterizado por acessos de raiva, também fica enjoado e por vezes vomitava, sempre em cima de Timmy Turner. Quando Cosmo e Wanda fizeram um chá de bebê, Timmy Turner acabou virando garçom. Por tudo isso, com raiva, Timmy Turner acaba desejando que Cosmo perdesse o juízo, por isso Cosmo desaparece.
Mas Anticosmo e suas antifadas, Duende Chefe e seus duendes têm interesse no bebê e para usar seu poder como forma de dominar o mundo. Desaparecido, Cosmo poderia ser capturado. No filme, Wanda, Timmy Turner e Jorgen Von Estranho percebendo o perigo unem-se para encontrar Cosmo e salvar o bebê.
Parte 2